# Şəhla Hümbətova

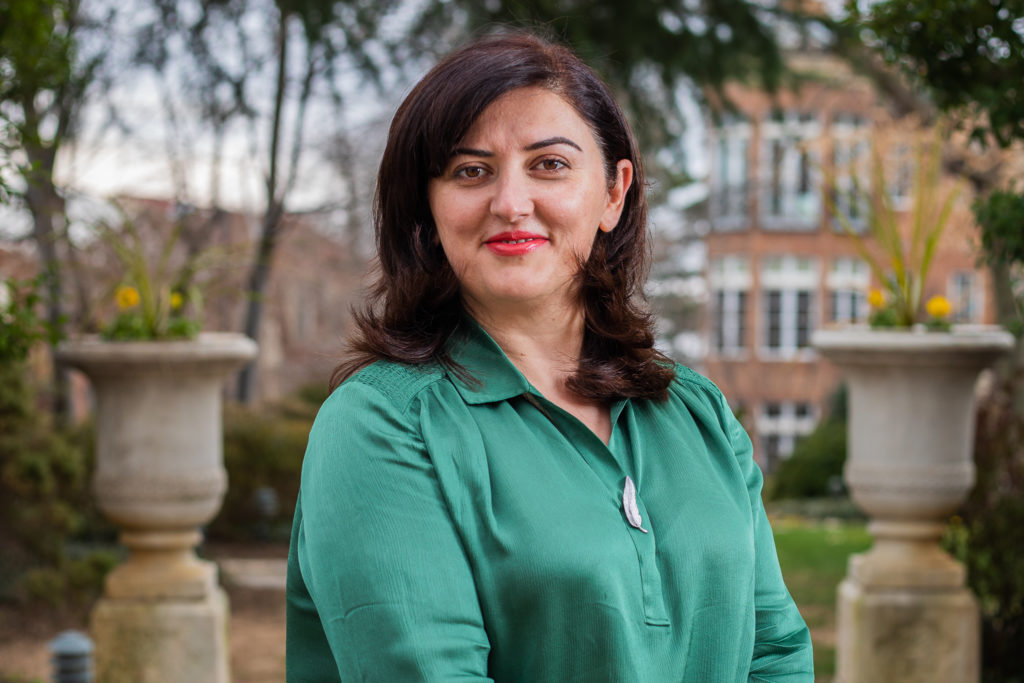
Şəhla Hümbətova (2020)

Sähla Hümbätova (aserbaidschanisch Şəhla Hümbətova, international auch als Shahla Humbetova transkribiert) ist eine aserbaidschanische Menschenrechtsanwältin. Für ihren Einsatz für die Verteidigung der Grund- und Minderheitenrechte in ihrem Heimatland wurde sie im März 2020 mit dem International Women of Courage Award (IWOC) des Außenministeriums der Vereinigten Staaten ausgezeichnet.

## Beruf
Şəhla Hümbətova arbeitet seit 2013 als Anwältin und Strafverteidigerin in Aserbaidschan. Im März 2021 bestätigte das Verwaltungsgericht die Rechtmäßigkeit des Ausschlusses von Hümbətova aus der Anwaltskammer. Sie teilte mit, dass diese Entscheidung nicht angemessen sei.

## Engagement
Hümbətova gehört zu den wenigen Anwälten des Landes, die bereit waren, Personen zu verteidigen, die wegen der Ausübung ihrer Grundrechte angeklagt waren. Sie hat mutig Menschenrechtsverteidiger, Journalisten, Blogger, Jugendaktivisten, Mitglieder der politischen Opposition und andere verteidigt. Ihr Beispiel hat andere Anwälte dazu inspiriert, sich in politisch sensiblen Fällen besser für ihre Mandanten einzusetzen. Ihr Mut, LGBT-Mandanten in einer konservativen Kultur zu vertreten, hat die Zivilgesellschaft weiter auf den Weg der Toleranz gebracht. Hümbətova ist eine von nur zwei Anwältinnen, die diese Fälle in einem schwierigen Umfeld aufgreifen, in dem Menschenrechtsanwälte regelmäßig in sozialen Medien belästigt und bedroht, von der Ausübung des Rechts suspendiert und ausgeschlossen wurden. Şəhla Hümbətova war als Anwältin auch in dem sogenannten „Ganja Fall“, der einen Mordversuch auf den Bürgermeisters von Gəncə betraf und in dem Verdächtige gefoltert worden sein sollen. Daneben ist sie auch dafür bekannt, dass sie den Aktivisten und Journalisten Mehman Huseynov vertrat.

## Ehrung
Şəhla Hümbətova wurde als erste Frau aus Aserbaidschan mit dem International Women of Courage Award ausgezeichnet. Der Preis wurde am 4. März 2020 von Außenminister Mike Pompeo und Melania Trump verliehen. Unter den zwölf Ausgezeichneten des Jahres waren auch Frauen aus Bolivien, Syrien, die Menschenrechtsanwältin Jalila Haider aus Pakistan und mit Ljussi Kotscharjan die erste Frau aus Armenien. In 14 Jahren wurden 146 Frauen aus 77 Ländern ausgezeichnet.
Während die armenische First Lady und der Botschafter des Landes an der Ehrung teilnahmen, hatte der aserbaidschanische Botschafter die Einladung ausgeschlagen. Dagegen war der amerikanische Botschafter Earle D. Litzenberger aus Baku angereist. Hümbətova erhielt den Ehrenplatz neben Melania Trump. Sie rechnete nach der Ehrung mit ihrem Ausschluss aus der Anwaltskammer im folgenden Monat. In Aserbaidschan werde man dafür bestraft, wofür man in den Vereinigten Staaten geehrt werde.

## Vorübergehendes Berufsverbot
2021 wurde Şəhla Hümbətova am 5. März 2021 ein Berufsverbot auferlegt, wegen ausstehender Zahlungen an die aserbaidschanische Anwaltskammer und angeblicher Verwendung gefälschter Dokumente in einem Gerichtsverfahren. Der Vorwurf der Verwendung gefälschter Dokumente ließ sich nicht erhärten, die ausstehenden Zahlungen waren bereits vor Beginn des Berufsverbotsverfahrens bezahlt worden. Şəhla Hümbətova erhielt am 5. Mai 2021 wieder die Erlaubnis, als Anwältin tätig zu sein. Der US-amerikanische Außenminister Antony Blinken zeigte sich noch im März über das Berufsverbot besorgt und sprach sich für eine zügige Rücknahme aus. Eine Anwaltskollegin, Zibeyda Sadigova, äußerte den Verdacht, das Berufsverbot sei Teil einer systematischen und gezielten Kampagne gegen Anwälte und Anwältinnen, die sich für die sich Fällen von Menschenrechtsverletzungen in Aserbaidschan widmeten. Auch die internationale Anwaltsvereinigung International Bar Association verurteilte das Berufsverbot und bezog sich dabei auf Stimmen, die es als unverhältnismäßig und politisch motiviert bezeichneten.